# Amos Manor

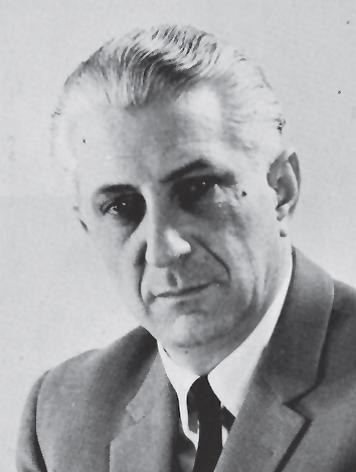
Amos Manor

Amos Manor (hebräisch עמוס מנור; geboren als Arthur Mendelowitz 8. Oktober 1918 in Sighetu Marmației, Österreich-Ungarn; gestorben 5. August 2007 in Tel Aviv) war von 1953 bis 1963 Direktor des israelischen Geheimdienstes Schin Bet.

## Leben
Arthur Mendelowitz wurde in einer wohlhabenden Familie im österreichisch-ungarischen Sziget geboren, das mit dem Vertrag von Trianon an Rumänien fiel. Als Jugendlicher war er Mitbegründer einer zionistischen Jugendgruppe. Im elsässischen Mulhouse erlernte er den Beruf des Ingenieurs. Als Siebenbürgen 1940 mit dem Zweiten Wiener Schiedsspruch wieder an Ungarn fiel, wurde er in die ungarische Armee eingezogen und musste Zwangsarbeiten verrichten. 1944, nach dem deutschen Einmarsch, wurde er zusammen mit seinen Eltern, seinen zwei Brüdern und seiner Schwester mit dem ersten Zugtransport von Budapest nach Auschwitz deportiert, wo seine ganze Familie umgebracht wurde. Er überlebte als einziger und gelangte später nach Mauthausen.
Nach Ende des Zweiten Weltkriegs organisierte er bei der Jewish Agency von Bukarest aus drei Jahre lang illegale Schifffahrten nach dem damaligen Palästina. Als das Institut zur Förderung der illegalen Einwanderung 1949 geschlossen wurde und die rumänische Regierung seinem Auswanderungsgesuch nach Israel nicht stattgab, stellte die israelische Gesandtschaft ihm und seiner Frau gefälschte tschechoslowakische Pässe aus und ermöglichte ihre Ausreise aus Rumänien. Im Juni 1949 gelangte er nach Israel. Einen Monat später wurde er Mitarbeiter des Nachrichtendienstes, zu jener Zeit unter der Leitung von Isser Harel, und benutzte dabei den Decknamen Walter Rappaport, um jeden Zusammenhang mit seinen in Rumänien verbliebenen Angehörigen zu verschleiern. Im Januar 1950 nahm er den Namen Amos Manor an.
Er wurde zunächst Leiter der Abteilung für Spionageabwehr, im Juli 1952 stellvertretender Direktor, und war von Oktober 1953 bis 1963 Direktor des Nachrichtendienstes. 1956 leitete er die Geheimrede Chruschtschows, die vom Journalisten Wiktor Grajewski aus der israelischen Botschaft in Warschau übermittelt wurde, an die CIA weiter und verstärkte die nachrichtendienstliche Zusammenarbeit mit den USA. Mit James Jesus Angleton, dem Chef der Spionageabwehr der CIA, pflegte er persönliche Kontakte.
Als Geheimdienstchef war Manor unter anderem für die Unterdrückung der Palästinenser mit israelischer Staatsbürgerschaft zuständig. In internen Debatten legte er 1960 dar, dass traditionelle Hierarchien und der Mangel an Bildung ein Vorteil für die israelische Herrschaft darstellten und dass Fortschritt ein Problem wäre: »Wir dürfen die Entwicklung nicht mit unseren eigenen Händen beschleunigen. Das bestehende gesellschaftliche Gefüge sollte erhalten bleiben.« Manor warnte, dass gebildete Palästinenser ein Problem darstellen könnten: »Solange sie nur halbgebildet sind, mache ich mir keine Sorgen.« Die israelische Regierung sollte das »traditionelle gesellschaftliche Regime« der Palästinenser erhalten, weil es »das Tempo des Fortschrittes und der Entwicklung verlangsamt«. Manor argumentierte, dass die Palästinenser in Israel am Erwerb von Bildung gehindert werden sollten: »Revolutionen werden nicht vom Proletariat angezettelt, sondern von einer herangemästete Intelligenzia.« Israel müsse zur Unterdrückung sowohl legale als auch illegale Methoden anwenden: »Alle Gesetze müssen angewandt werden, auch wenn sie nicht angenehm sind. Illegale Mittel sollten [von den Behörden] nur dann in Betracht gezogen werden, wenn es keine andere Wahl gibt, und selbst dann nur unter der Bedingung, dass sie gute Ergebnisse  zeitigen ... Wir müssen eine aggressive Regierungsführung beibehalten, ohne Rücksicht auf die öffentliche Meinung.«
Nach seinem Ausscheiden aus dem Geheimdienst war er als Geschäftsmann in verschiedenen Unternehmen tätig. Bis 1975 vertrat er in Israel den Genfer Bankier Tibor Rosenbaum, anschließend die First Pennsylvania Bank, Inhaberin der First International Bank of Israel, leitete außerdem die Firma Israel Corporation und war Partner bei Atlas, einer Hotel-Managementfirma.
Er starb 2007 in Tel Aviv und wurde auf dem Friedhof Kiryat Shaul beigesetzt.